# محصور
محصور یا گرفتار (ایتالیایی: L'assedio) یک فیلم درام رمانتیک به کارگردانی برناردو برتولوچی است که سال ۱۹۹۸ اکران شد. از بازیگران آن می‌توان به تندی نیوتون و دیوید تیولیس اشاره کرد.